# 法蘭西的克羅蒂爾德
法蘭西的克羅蒂爾德（法語：Clotilde de France，1759年9月23日—1802年3月7日），薩丁尼亞王后，1796年至1802年在位。
1775年，克羅蒂爾德與薩丁尼亞國王維托里奧·阿梅迪奧三世的長子卡洛·埃馬努埃萊結婚。克羅蒂爾德的哥哥、日後的路易十八已於1771年迎娶卡洛·埃馬努埃萊的妹妹瑪麗·約瑟芬，而克羅蒂爾德的弟弟、日後的查理十世則於1773年迎娶卡洛·埃馬努埃萊的另一個妹妹瑪麗·特蕾莎。
抵達薩丁尼亞王國後，克羅蒂爾德很快地適應了新的環境。這段婚姻原是出自於政治目的，但克羅蒂爾德與卡洛·埃馬努埃萊真心愛著彼此。即使如此，兩人沒有任何子女。1796年維托里奧·阿梅迪奧三世去世，卡洛·埃馬努埃萊和克羅蒂爾德成為薩丁尼亞國王和王后。克羅蒂爾德經常作為國王和首相之間的傳話人，且卡洛·埃馬努埃萊非常依賴她的想法，而克羅蒂爾德又經常諮詢首相的建議而導致政府的效率相當低落。
1798年，法軍入侵義大利，導致薩丁尼亞王國在義大利本土的領地被法軍佔領。在這之後卡洛·埃馬努埃萊和克羅蒂爾德往返義大利各城市，包含羅馬、佛羅倫斯、那不勒斯等地。1802年，克羅蒂爾德於那不勒斯去世，大受打擊的卡洛·埃馬努埃萊於同年退位，將王位傳給弟弟維托里奧·埃馬努埃萊一世。